# 795
Évszázadok: 7. század – 8. század – 9. század
Évtizedek: 740-es évek – 750-es évek – 760-as évek – 770-es évek – 780-as évek – 790-es évek – 800-as évek – 810-es évek – 820-as évek – 830-as évek – 840-es évek
Évek: 790 – 791 – 792 – 793 –  794 – 795 – 796 – 797 – 798 – 799 – 800

## Események

### Európa
- VI. Kónsztantinosz bizánci császár elválik feleségétől, Amniai Máriától, mert az csak lányokat szült neki. Szeptemberben feleségül veszi szeretőjét, Theodotét (anyja korábbi udvarhölgyét).
- Nagy Károly frank király az Elbához vonul és letöri a szász felkelők maradék ellenállását. Eközben a szászok rajtaütnek és megölik a frankokkal szövetséges szláv obodriták fejedelmét, Witzant (vagy Witzlaust).
- Nagy Károly a két évvel korábbi arab támadás tanulságait levonva a mai Kelet-Katalóniában létrehozza a Hispán Őrgrófságot (Marca Hispanica), egy megerősített ütközőzónát a Frank Birodalom és a Córdobai Emirátus között.
- Nagy Károly kérésére I. Adorján pápa a kölni püspökséget érsekségi rangra emeli.
- Belháború kezdődik az avarok között, meggyilkolják a kagánt és a iugurro tisztség viselőjét. Eric friuli herceg a felfordulást kihasználva a szláv Vojnomir vezetésével sereget küld az avarok ellen, amely kifosztja a kagán székhelyét, a Gyűrű nevű erődöt, ahol a korábbi portyákból származó zsákmányt őrizték. A kincs egy részét a frankok elküldik a pápának.
- 95 éves korában meghal I. Adorján pápa. Utódjául III. Leót választják meg.[1]
- Vikingek fosztják ki Skóciában és Írországban Iona, Inishbofin és Inishmurray kolostorait.

## Születések
- Bábak Horramdín, perzsa hadvezér
- Septimaniai Bernard, frank herceg
- I. Lothár, frank császár
- Tang Mu-cung, kínai császár
- Nithard, frank történetíró

## Halálozások
- december 25. – I. Adorján, római pápa[1]
- Málik ibn Anasz, arab teológus, jogtudós

## Fordítás
- Ez a szócikk részben vagy egészben  a(z)   795 című angol Wikipédia-szócikk ezen változatának fordításán alapul.  Az eredeti cikk szerkesztőit annak laptörténete sorolja fel. Ez a jelzés csupán a megfogalmazás eredetét és a szerzői jogokat jelzi, nem szolgál a cikkben szereplő információk forrásmegjelöléseként.